# Challenge mondial de course en montagne longue distance 2004
Navigation
2005
Le Challenge mondial de course en montagne longue distance 2004 est une compétition de course en montagne qui s'est déroulée le 4 août 2004 à Zinal en Suisse. C'est la course Sierre-Zinal qui accueille les championnats. Il s'agit de la première édition de l'épreuve.

## Résultats
En l'absence du vainqueur de l'année précédente Jonathan Wyatt, le grand favori est le Mexicain Ricardo Mejía déjà trois fois vainqueur. Il prend en effet les devants de la course à partir de Chandolin et remporte la victoire des 31 km avec une minute et demie d'avance sur l'Allemand Helmut Schiessl. Le podium est complété par le gagnant en 2000, le Britannique Billy Burns. Ricardo Mejía devient ainsi le premier champion du monde de course en montagne longue distance,.
Dans la course féminine, la Française Isabelle Guillot mène la course mais se fait rattraper dans les derniers kilomètres par la Suissesse Angéline Joly qui s'offre le titre, puis par la Colombienne María Eugenia Rodríguez qui s'offre la deuxième marche du podium.

### Individuel
| Rang               | Athlète          | Pays       | Temps           |
| ------------------ | ---------------- | ---------- | --------------- |
| Médaille d'or      | Ricardo Mejía    | Mexique    | 2 h 34 min 35 s |
| Médaille d'argent  | Helmut Schiessl  | Allemagne  | 2 h 36 min 6 s  |
| Médaille de bronze | Billy Burns      | Angleterre | 2 h 39 min 3 s  |
| 4                  | Tarcis Ançay     | Suisse     | 2 h 39 min 5 s  |
| 5                  | Sébastien Epiney | Suisse     | 2 h 40 min 7 s  |
| 6                  | Paul Low         | États-Unis | 2 h 40 min 55 s |
| 7                  | Jean-Yves Rey    | Suisse     | 2 h 41 min 39 s |
| 8                  | John Brown       | Angleterre | 2 h 42 min 42 s |
| 9                  | Tim Short        | Angleterre | 2 h 43 min 37 s |
| 10                 | Saúl Padua       | Colombie   | 2 h 45 min 29 s |

| Rang               | Athlète                 | Pays       | Temps           |
| ------------------ | ----------------------- | ---------- | --------------- |
| Médaille d'or      | Angéline Joly           | Suisse     | 3 h 9 min 22 s  |
| Médaille d'argent  | María Eugenia Rodríguez | Colombie   | 3 h 10 min 53 s |
| Médaille de bronze | Isabelle Guillot        | France     | 3 h 12 min 18 s |
| 4                  | Nathalie Etzensperger   | Suisse     | 3 h 14 min 28 s |
| 5                  | Claudia Riem            | Suisse     | 3 h 14 min 55 s |
| 6                  | Vera Soukhova           | Russie     | 3 h 16 min 30 s |
| 7                  | Kelli Lusk              | États-Unis | 3 h 30 min 43 s |
| 8                  | Catherine Mabillard     | Suisse     | 3 h 32 min 22 s |
| 9                  | Sandra Held             | Suisse     | 3 h 36 min 54 s |
| 10                 | Birgit Lennartz         | Allemagne  | 3 h 38 min 10 s |